# Swoopen
Swoopen is een relatief nieuwe discipline binnen het parachutespringen. 
De parachutist verlaat het vliegtuig of ander middel om vervolgens onder zijn parachute te vliegen. Wanneer hij ongeveer op 200/300 meter boven de grond vliegt creëert hij door scherpe bochten en draaien zo veel mogelijk neerwaartse snelheid. Deze snelheid wordt door de vorm van de parachute en door de stuurbewegingen van de parachutist op enkele tientallen meters boven de grond omgezet in voorwaartse beweging. 
Door de voorwaartse snelheid kan de springer een grote horizontale afstand afleggen. De snelheden die bereikt kunnen worden zijn soms wel 110 km/u. Voor deze tak van sport worden speciale 'High Performance Canopies' gebruikt, die meer snelheid kunnen bereiken.
In wedstrijdverband wordt men op de onderdelen snelheid, afstand en precisie beoordeeld.